# Polowanie na jelenia
Polowanie na jelenia (Dogorywający jeleń na śniegu) (fr. L’Hallali du cerf) – obraz olejny francuskiego malarza Gustave’a Courbeta. Jest przechowywany w Muzeum Sztuk Pięknych i Archeologii w Besançon.

## Historia

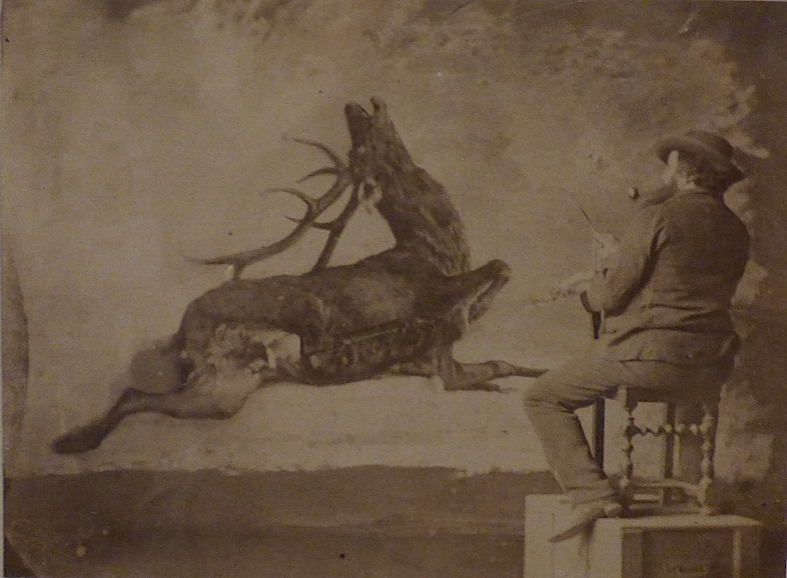
Courbet malujący Polowanie na jelenia, fotografia (1867)

Wielką pasją Courbeta było polowanie. Do swojej rodzinnej miejscowości Ornans przyjeżdżał często w sezonie łowieckim i pobyt w niej dzielił pomiędzy myślistwo oraz szkicowanie obrazów. Stworzył wiele obrazów przedstawiających sarny w ich naturalnym otoczeniu oraz wiele dzieł mających za temat polowanie lub upolowaną zwierzynę. Większość prac o tej tematyce powstała w latach 1856–1869. Jako modele do postaci myśliwych z Polowania posłużyli mu dwaj znajomi z Ornans.
Przy tworzeniu obrazu Courbet czerpał zapewne ze swej znajomości klasycznego malarstwa. Postać na koniu przypomina zarówno sylwetkę tureckiego żołnierza z Masakry na Chios Delacroix, jak i jeźdźca z Polowania na lisa i wilka Rubensa. Dla malarza inspiracją mógł być również motyw Akteona rozszarpywanego przez psy. Courbet temat obrazu wymyślił w 1865 roku, uważał, że dzieło będzie miało duże znaczenie. Był to ostatni wielkoformatowy obraz, jaki stworzył.

## Opis
Obraz przedstawia końcowy fragment polowania na jelenia, co podkreśla jego oryginalny tytuł, bowiem myśliwski termin „hallali” oznacza m.in. zabicie zaszczutego zwierzęcia. Scena rozgrywa się na tle pięknego zimowego krajobrazu, w którym artysta oddał całe bogactwo różnych odcieni śniegu. W centrum płótna widać wyrazistą, nieomal czarną, sylwetkę powalonego jelenia. Potężne zwierzę zarzuciło głowę z imponującym porożem na kark i wydaje w tym momencie swój ostatni dramatyczny ryk. Konającego jelenia otacza ciasno stado głośno ujadających psów, zróżnicowanych pod względem ubarwienia, postawy i ruchu. Po prawej stronie, na koniu stającym dęba, siedzi opanowany mężczyzna ubrany w kurtkę wykonaną ze zwierzęcej skóry – symbol jego myśliwskich wyczynów. Drugi mężczyzna przewiesił przez ramię instrument służący do pobudzania sfory i wznosi wysoko rękę. Trzyma w niej mocno potężny, długi bicz, którym za chwilę gwałtownie uderzy, by uspokoić psy. Zawieszony w akcji rzemień stwarza silny wizualny efekt.

## Odbiór i interpretacja
Polowanie zostało wystawione na Salonie w 1869 roku, ale przyjęto je chłodno. Krytykowano zbyt duży format płótna jako niewłaściwy dla banalnej sceny polowania. Zwracano uwagę na niedostatki techniczne w ukazaniu postaci na koniu i oddaniu głębi na obrazie. Dla krytyki trudna do zaakceptowania okazała się też brutalna dosłowność przedstawienia. Realistycznie oddane cierpienie zwierzęcia wprawiało widzów w zakłopotanie. Publiczność była przyzwyczajona do ówczesnej estetyki tematu polowania – obrazy przedstawiające myśliwych i zwierzęta pełniły zwykle funkcje dekoracyjne i propagandowe, podkreślające zwycięstwo człowieka nad naturą. Pomimo nadziei Courbeta na sukces, obraz nie znalazł nabywcy i pozostał w jego pracowni aż do śmierci artysty. Został nabyty na aukcji przez muzeum w Besançon w 1881 roku.
Większość przychylnych wcześniej Courbetowi krytyków i jego przyjaciół widziało w obrazach o tematyce myśliwskiej odejście artysty od dotychczas uprawianego społecznego realizmu i próbę osiągnięcia sukcesu finansowego. Podobnie jego motywy oceniają niektórzy współcześni badacze. Innym sposobem interpretacji Polowania jest przyjęcie, że umierający jeleń jest zakamuflowaną figurą Courbeta. Wówczas mężczyzna z biczem miałby mieć cechy Napoleona III i reprezentować opresyjną władzę. Innym wariantem ujęcia tematu jest założenie, że jeleń reprezentuje Courbeta, natomiast psy stanowią nowe pokolenie malarzy atakujących mistrza.
Shao-Chien Tseng w swojej interpretacji płótna podkreślił, że Courbet, czerpiąc z malarstwa klasycznego, zbudował nowy ambiwalentny typ przedstawienia polowania. Z jednej strony malarz, ukazując dwóch mężczyzn, odwołuje się do tradycyjnych cech przypisywanych myśliwym: siły, wytrzymałości i odwagi. Przeciwstawia im jednak heroiczną postać jelenia i jego szlachetną, pełną godności śmierć.